# Jean-Noël Ferrari
Jean-Noël Ferrari (ur. 7 września 1974 w Nicei) – francuski szermierz, florecista, złoty medalista olimpijski, czterokrotny medalista mistrzostw świata i Europy.
Na igrzyskach olimpijskich w Sydney w 2000 roku reprezentacja Francji w składzie: Jean-Noël Ferrari, Lionel Plumenail, Brice Guyart i Patrice Lhôtellier wywalczyła złoty medal w turnieju drużynowym. Na tej samej imprezie zajął czwarte miejsce w zawodach indywidualnych, przegrywając walkę o medal z Rosjaninem Dmitrijem Szewczenko 14:15. Brał również udział w igrzyskach olimpijskich w Atenach w 2004 roku, gdzie zajął piąte miejsce drużynowo.
Podczas mistrzostw świata w La Chaux-de-Fonds w 1998 roku wspólnie z Lionelem Plumenailem, Patrice'em Lhôtellierem i Laurentem Belem zdobył srebrny medal w zawodach drużynowych. W tej samej konkurencji zdobył następnie złote medale na mistrzostwach świata w Seulu (1999) i mistrzostwach świata w Nîmes (2001) i srebrny na mistrzostwach świata w Lizbonie (2002).
Ponadto zdobył brązowy medal indywidualnie na mistrzostwach Europy w Gdańsku (1997) oraz brązowy indywidualnie i złoty drużynowo na mistrzostwach Europy w Bourges (2003).